# Fernando Carrascosa Guervós
Fernando Carrascosa Guervós (Loja, Granada, 13 de marzo de 1894 – La Herradura, Granada, 7 de julio de 1974), fue un compositor español.

## Biografía
Es sobrino del famoso maestro José María Guervós, pero no discípulo suyo, ya que por diversas circunstancias, no pudo acudir a centros de enseñanza musical, asimilando solo, en verdadero autodidacta, las difíciles técnicas de la armonía, el contrapunto, la fuga, la composición, y la instrumentación, después de haber recibido las primeras nociones musicales en su infancia, en el Colegio de María Cristina, de Toledo, donde se educó.

## Obra
Ha escrito música sinfónica -Suite sinfónica, Tríptico lojeño y Sinfonía en do mayor-, y de cámara -Cuartetos de cuerda, en mi bemol y en re mayor-. Pero su género predilecto es el teatral, para el que tiene compuestas dos óperas -Gerineldo, en tres actos, y Gitanesca, en uno-, el ballet Ekaterina, y numerosas zarzuelas, operetas, sainetes líricos, y espectáculos diversos: Las sardineras, Ben Alí, El gran tozudo, Señor Capitán, La chica del Guirigay, Castillo famoso, El alegre picarón, Palos y manzanilla, La niña bonita, El pecado de miss Alicia, Orquestina, La flauta de Bartolo, Siguiendo a una mujer, Mirka, Valses de Viena; destacando Los majos del Perchel, Leonardo el Joven y Un pueblecito andaluz. 
La música de Fernando Carrascosa es fina, inspirada, bien construida y muy melódica. Varias de sus obras han conseguido señalados éxitos, aunque precisamente por su finura y delicadeza no hayan alcanzado la popularidad que merecían.
- Datos: Q5841620